# City Boy

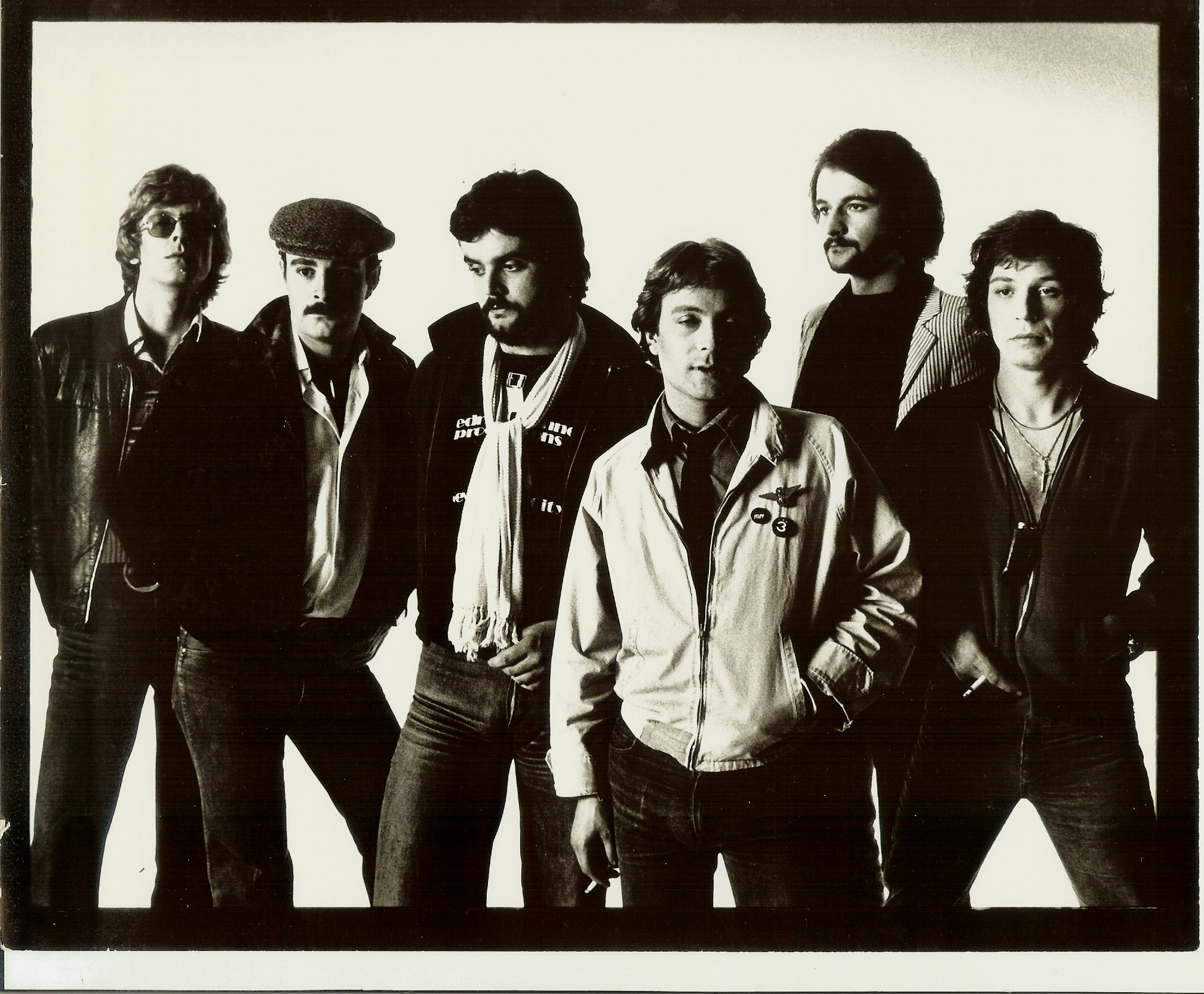
City Boy, ca. 1978, (v. l. n. r.:) Max Thomas, Chris Dunn, Lol Mason, Steve Broughton, Mike Slamer, Roy Ward

City Boy war eine britische Rockband. Sie bestand von 1975 bis 1982.

## Werdegang
Ihr größter Hit war die Single 5.7.0.5. aus dem Album Book Early, sie schaffte es 1978 bis auf Platz 8 der britischen Charts. Der Song war zuvor ursprünglich mit einem anderen Text unter dem Titel Turn On to Jesus als Single erschienen, unter anderem in Deutschland, jedoch nicht offiziell in Großbritannien. 5.7.0.5. hatte in den Niederlanden keinen Charterfolg, jedoch konnte sich Turn On to Jesus vier Wochen in der Tipparade platzieren.
Der Gitarrist Mike Slamer arbeitete später mit Mitgliedern der US-amerikanischen Band Kansas unter dem Namen Streets zusammen. Die ersten vier City Boy-Alben wurden von Mutt Lange produziert, der später als Produzent weltweit Erfolg hatte. Er produzierte unter anderem AC/DC, Def Leppard und Bryan Adams. Leadsänger Laurence „Lol“ Mason hatte 1982 mit The Maisonettes weitere Charterfolge. Mason starb am 30. Juli 2019. Roy Ward, der Roger Kent am Schlagzeug ersetzt hatte, war – ebenfalls 1982 – Leadsänger einer Sessionband, deren Aufnahme von The Lion Sleeps Tonight unter dem Bandnamen Tight Fit ein Nummer-eins-Hit in den britischen Charts wurde. Gitarrist und Sänger Steve Broughton (Lunt) wurde 1979 nach dem fünften Album während einer US-Tournee von City Boy gefeuert. Er blieb in den USA und wurde Produzent und Songwriter.

## Besetzung
- Lol Mason († 2019), Gesang und Percussion
- Steve Broughton Lunt, Gitarre und Gesang (1975–1979)
- Max Thomas, Keyboards
- Mike Slamer, Leadgitarre
- Chris Dunn, Bass (1975–1979)
- Roger Kent, Schlagzeug (1975–1977)
- Roy Ward, Schlagzeug und Gesang (1978–1982)

## Diskografie

### Studioalben
| Jahr | Titel              | Höchstplatzierung, Gesamtwochen, AuszeichnungChartplatzierungen (Jahr, Titel, Platzierungen, Wochen, Auszeichnungen, Anmerkungen) | Höchstplatzierung, Gesamtwochen, AuszeichnungChartplatzierungen (Jahr, Titel, Platzierungen, Wochen, Auszeichnungen, Anmerkungen) | Anmerkungen                |
| Jahr | Titel              | UK | US | Anmerkungen                |
| ---- | ------------------ | --- | --- | -------------------------- |
| 1976 | City Boy           | — | US177 (3 Wo.)US | Erstveröffentlichung: 1976 |
| 1977 | Dinner at the Ritz | — | US170 (4 Wo.)US | Erstveröffentlichung: 1977 |
| 1978 | Book Early         | — | US115 (9 Wo.)US | Erstveröffentlichung: 1978 |

Weitere Veröffentlichungen
- 1977: Young Men Gone West
- 1979: The Day the Earth Caught Fire
- 1980: Heads Are Rolling
- 1981: It’s Personal
- 2001: Anthology

### Singles
| Jahr | Titel Album                                                 | Höchstplatzierung, Gesamtwochen, AuszeichnungChartplatzierungen (Jahr, Titel, Album, Platzierungen, Wochen, Auszeichnungen, Anmerkungen) | Höchstplatzierung, Gesamtwochen, AuszeichnungChartplatzierungen (Jahr, Titel, Album, Platzierungen, Wochen, Auszeichnungen, Anmerkungen) | Anmerkungen                          |
| Jahr | Titel Album                                                 | UK | US | Anmerkungen                          |
| ---- | ----------------------------------------------------------- | --- | --- | ------------------------------------ |
| 1978 | 5-7-0-5 Book Early                                          | UK8 Silber · (12 Wo.)UK | US27 (12 Wo.)US | Erstveröffentlichung: Juni 1978      |
| 1978 | What A Night Book Early                                     | UK39 (5 Wo.)UK | — | Erstveröffentlichung: Oktober 1978   |
| 1979 | The Day The Earth Caught Fire The Day the Earth Caught Fire | UK67 (3 Wo.)UK | — | Erstveröffentlichung: September 1979 |

Weitere Veröffentlichungen
- 1975: Shake My Head and Leave
- 1976: Surgery Hours (Doctor, Doctor)
- 1976: Haymaking Time (USA, CAN)
- 1976: Hap-Ki-Do Kid
- 1977: She’s Got Style
- 1977: I’ve Been Spun
- 1977: The Violin (USA)
- 1977: The Runaround (USA)
- 1977: Turn On to Jesus (NLD, DEU)
- 1978: Summer in the Schoolyard (NOR)
- 1980: Need a Little Loving
- 1980: Heads Are Rolling (NLD)
- 1981: Lovers
- 1981: You’re Leaving Me (USA)